# Erfarenhetslexikon
Erfarenhetslexikon (ISBN 978-91-7588-725-8) är en humorbok av Kjell Eriksson och Ola Karlsson. Det är en handbok som bygger på glada, roliga, sura och bittra erfarenheter.